# Amitus longicornis
Amitus longicornis är en stekelart som först beskrevs av Förster 1878.  Amitus longicornis ingår i släktet Amitus och familjen gallmyggesteklar. Arten är reproducerande i Sverige. Inga underarter finns listade i Catalogue of Life.